# Ordrup

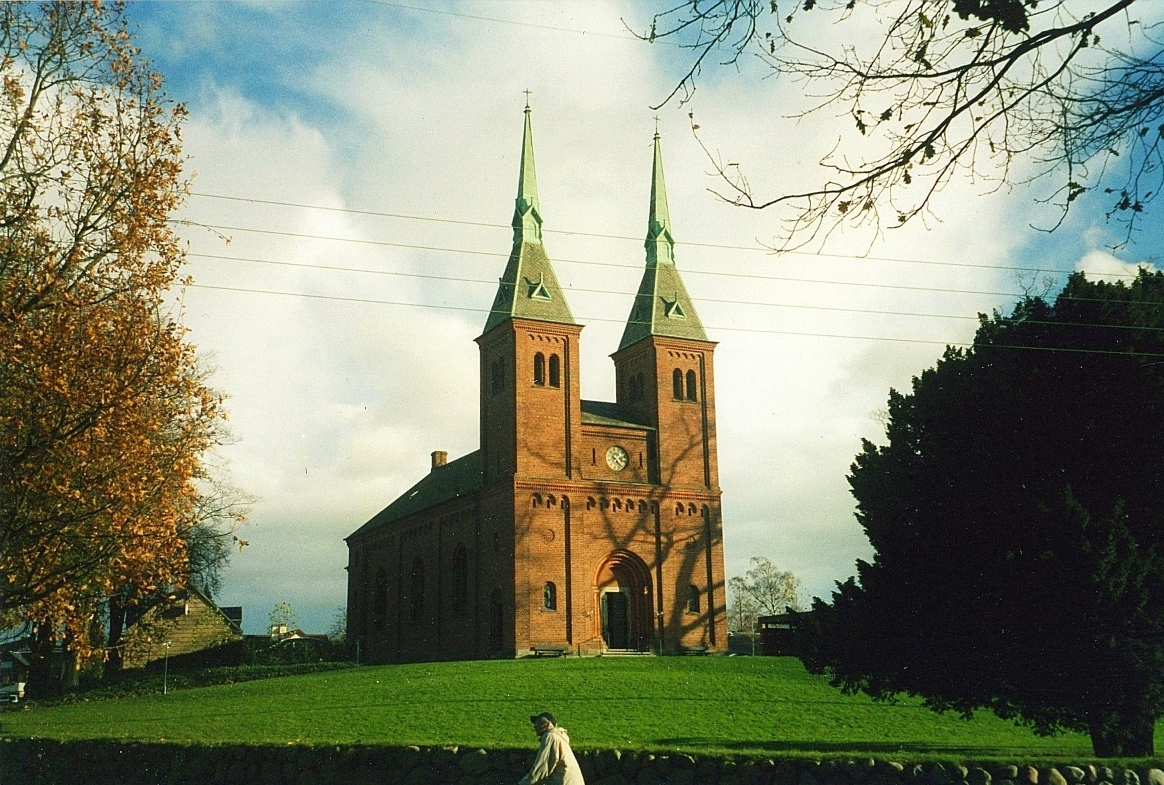
Ordrups kyrka

Ordrup är en stadsdel i Gentofte kommun i Köpenhamnsregionen i Danmark.
Ordrup var tidigare en egen landskommun med rötter i 1100-talet. Ordrup nämns första gången skriftligt omkring 1170, då åtta gårdar inom området lämnades till biskop Absalon Hvide av Esrum kloster. Danska kronan byggde senare jaktslotten Jægersborg och Charlottenlund samt 1669 hjorthägnet Jægersborg Dyrehave. För att knyta samman Charlottenlunds slott med Dyrehaven anlades Ordrup jagtvej.
År 1765 lades Ordrups mark under Bernstorff slott, men något senare utskiftade slottets ägare mark, så att brukarna blev självägande bönder. År 1789 råkade orten ut för en stor katastrof, då i stort sett hela bebyggelsen brann ned.
Under slutet av 1800-talet uppstod en sammanhängande stadsbebyggelse i Ordrup. Under 1900-talets första del byggdes de offentliga kommunikationerna ut och många nya villaområden anlades. Ordrup Realskole inrättades 1867 och år 1879 startade privatskolan Friser Skole, senare 1911 namnändrad till Ordrup Gymnasium.
Ordrups Kyrka uppfördes 1878 och 1891 bröts Ordrups socken ut från Gentofte socken. Numera är Ordrup sammanvuxet med de kringliggande Köpenhamnsförorterna.